# Nehoda ve vodní dopravě

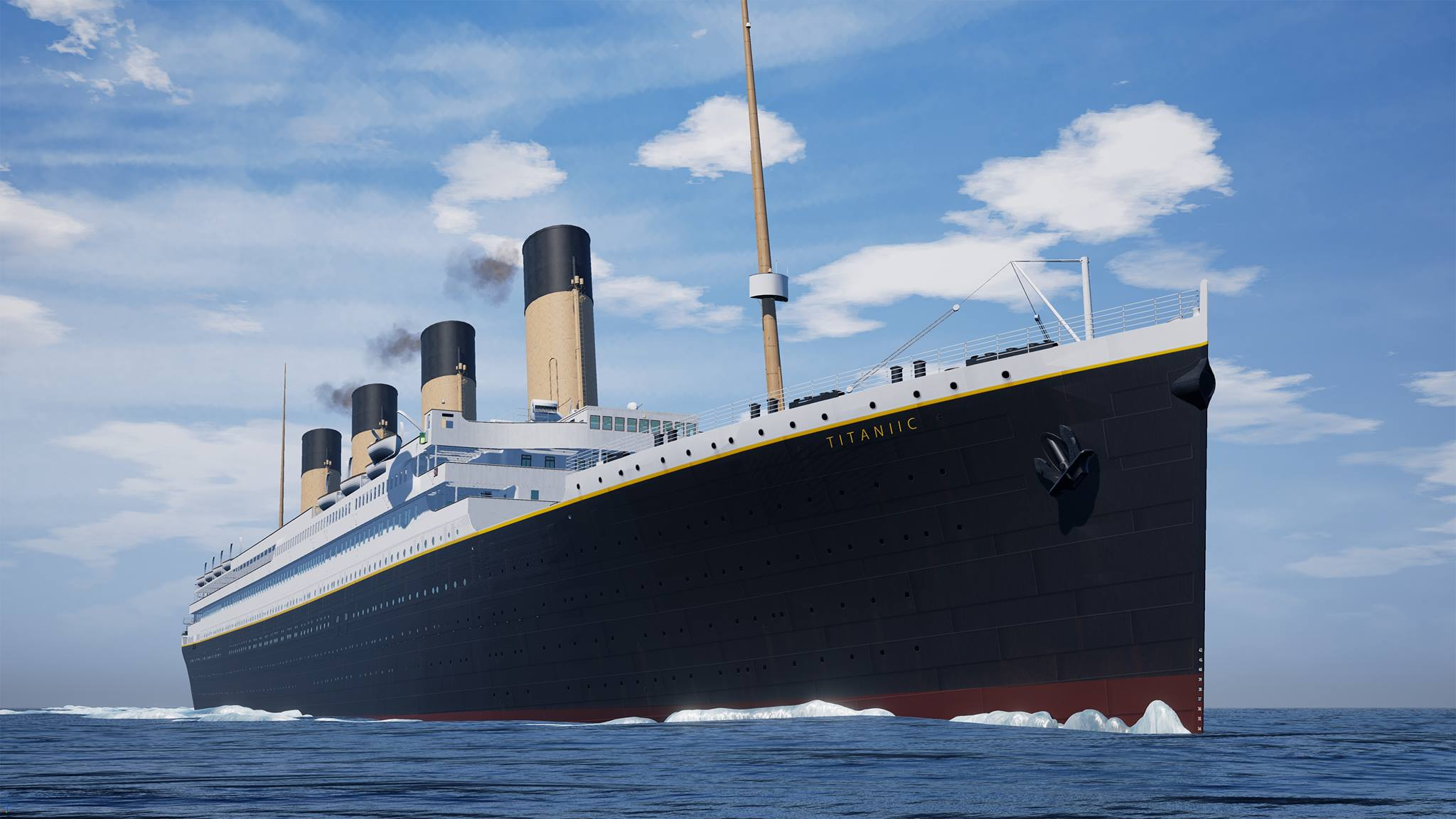
Grafická rekonstrukce parníku Titanic

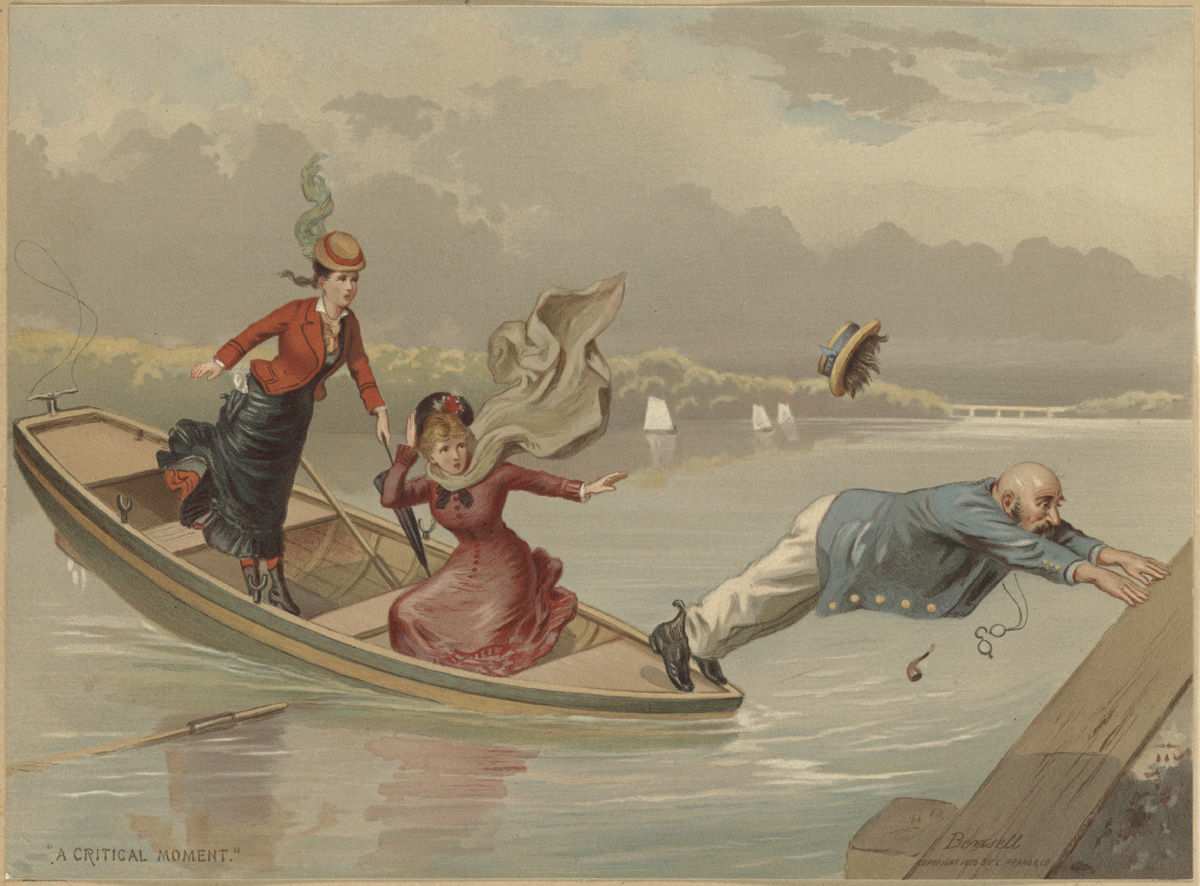
Kritický moment, ilustrace z Bostonské knihovny

Nehoda ve vodní dopravě může být způsobena srážkou plavidel, technickou závadou nebo špatnou konstrukcí plavidla, nárazem na dno nebo na pevninu, vlnobitím nebo jinými povětrnostními vlivy, špatným řízením plavidla nebo z jiných příčin.[zdroj?] Nejtragičtější bývají, dojde-li k potopení plavidla, zejména jde-li o námořní plavbu či plavbu trajektu.[zdroj⁠?!]

## Nehody na vodní cestě v právu ČR
Nehoda v provozu na vodní cestě je podle § 31 Zákona o vnitrozemské plavbě, 114/1995 Sb., událost, k níž došlo v provozu na vodní cestě nebo v příčinné souvislosti s ním a která má za následek poškození nebo zničení plavidla, poškození nebo znehodnocení přepravovaného nákladu, pokud tyto následky nevyplynuly z povahy samotného nákladu, poškození vodní cesty nebo stavby na ní, újmu na zdraví nebo smrt účastníků provozu na vodní cestě.
Nehody musí účastníci ohlásit Státní plavební správě, z ohlašovací povinnosti nejsou vyloučena ani malá plavidla, například kánoe. Ohlašovací povinnost se nevztahuje na takovou nehodu, jejímž účastníkem je pouze jedno plavidlo a jejímž důsledkem je poškození pouze tohoto plavidla nebo jím přepravovaného nákladu.